# Cosmetura fenestrata
Cosmetura fenestrata är en insektsart som beskrevs av Yamasaki 1983. Cosmetura fenestrata ingår i släktet Cosmetura och familjen vårtbitare. Inga underarter finns listade i Catalogue of Life.